# El origen de las especies
El origen de las especies —título original en inglés: On the Origin of Species— es un libro de Charles Darwin publicado el 24 de noviembre de 1859, considerado uno de los trabajos precursores de la literatura científica y el fundamento de la teoría de la biología evolutiva. 
El título completo de la primera edición fue On the Origin of Species by Means of Natural Selection, or the Preservation of Favoured Races in the Struggle for Life —Sobre el origen de las especies por medio de la selección natural, o la preservación de las razas favorecidas en la lucha por la vida—. En su sexta edición de 1872, el título fue cambiado a uno más corto, On the Origin of Species —El origen de las especies—. El libro de Darwin introdujo la teoría científica de que las poblaciones evolucionan durante el transcurso de las generaciones mediante un proceso conocido como selección natural. Presentó pruebas de que la diversidad de la vida surgió de la descendencia común a través de un patrón ramificado de evolución. Darwin incluyó las pruebas que reunió en su expedición en el viaje del Beagle en la década de 1830 y sus descubrimientos posteriores mediante la investigación, la correspondencia y la experimentación.
Antes de su publicación ya se habían propuesto varias ideas evolucionistas para explicar los nuevos descubrimientos de la biología, las que tenían cada vez mayor apoyo entre los anatomistas disidentes y el público en general. Sin embargo, durante la primera mitad del siglo XIX la comunidad científica inglesa estaba estrechamente vinculada a la Iglesia de Inglaterra, mientras que la ciencia era parte de la teología natural. Esto hizo que las ideas sobre la transmutación de las especies fueran controvertidas, ya que entraban en conflicto con las creencias de que las especies eran parte inmutable de una jerarquía diseñada y que los seres humanos eran únicos, sin relación con otros animales. Las implicaciones políticas y teológicas fueron debatidas intensamente, pero la transmutación no fue aceptada por la corriente científica.  El libro fue escrito para lectores no especializados y suscitó un gran interés a partir de su publicación. Como Darwin era un científico eminente, sus conclusiones fueron tomadas en serio y las pruebas que presentaba generaron un debate científico, filosófico y religioso. El debate sobre el libro contribuyó a la campaña de Thomas Huxley y sus compañeros del X Club para secularizar la ciencia, promoviendo el naturalismo científico. 
Dos décadas más tarde hubo un acuerdo científico general de que había ocurrido la evolución, con un patrón ramificado de descendencia común, pero los científicos tardaron en darle a la selección natural la importancia que Darwin creía conveniente. Durante el «eclipse del darwinismo», desde 1880 hasta la década de 1930, se dio más importancia a otros mecanismos de evolución. Con el desarrollo de la síntesis evolutiva moderna en los años 1930 y 1940, el concepto de Darwin de la adaptación evolutiva por selección natural se convirtió en fundamental para la teoría moderna de la evolución, ahora concepto unificador de las ciencias de la vida.

## Resumen

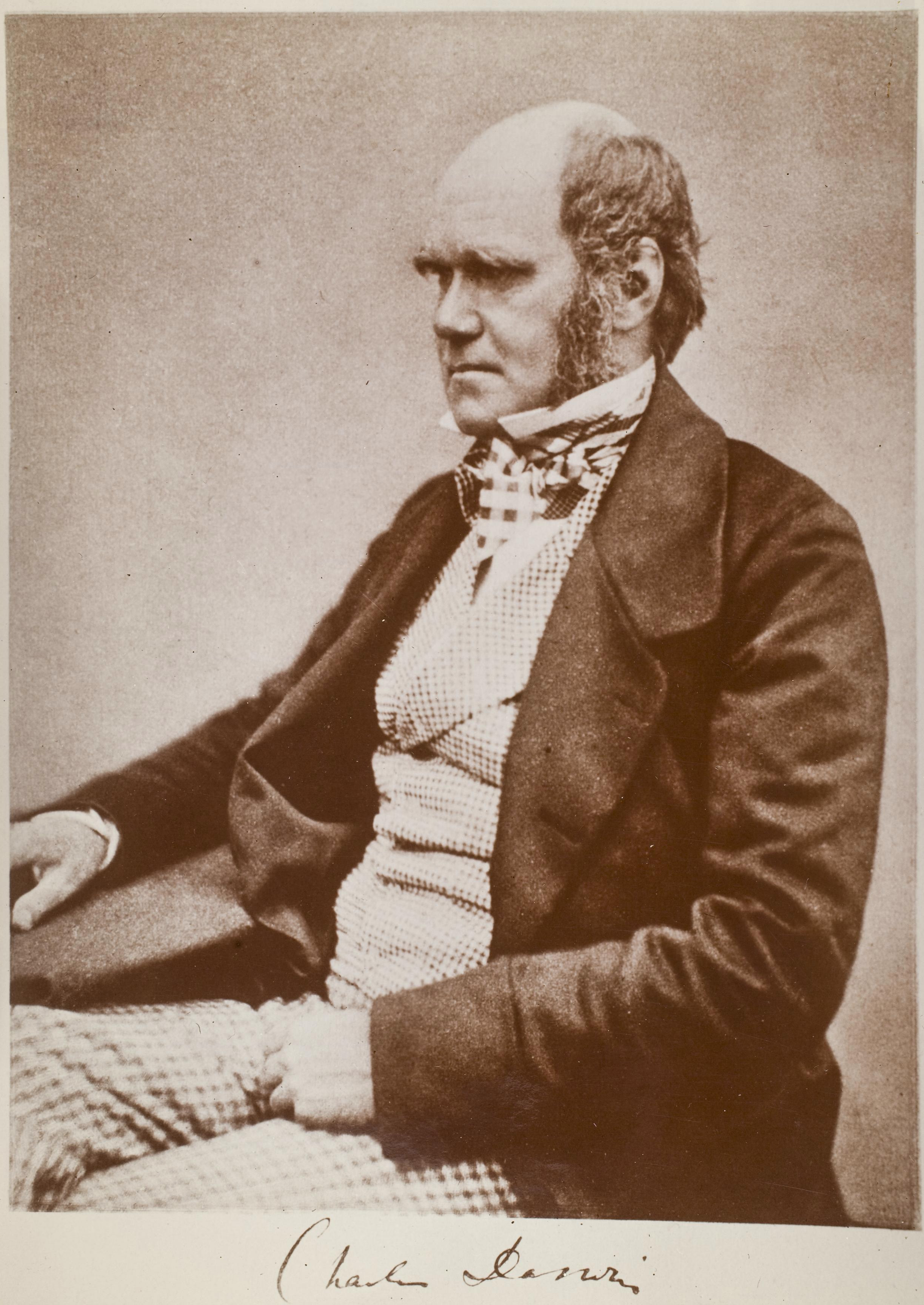
Darwin, c. 1854, poco antes de la publicación de la obra.

La teoría de Darwin de la evolución se basa en hechos clave e inferencias extraídas de éstos. Su teoría dice:
- Cada especie es suficientemente fértil para que, si sobreviven todos los descendientes para reproducirse, la población crezca.
- Aunque hay fluctuaciones periódicas, las poblaciones siguen siendo aproximadamente del mismo tamaño.
- Los recursos, como los alimentos, son limitados y son relativamente estables en el tiempo.
- Sobreviene una lucha por la supervivencia.
- Los individuos de una población varían considerablemente de unos a otros.
- Gran parte de esta variación es hereditaria.
- Los individuos menos adaptados al medio ambiente tienen menos probabilidades de sobrevivir y menos probabilidades de reproducirse; los individuos más aptos tienen más probabilidades de sobrevivir y más posibilidades de reproducirse y de dejar sus rasgos hereditarios a las generaciones futuras. Este es el proceso de selección natural.
- Este lento proceso da como resultado cambios en las poblaciones para adaptarse a sus entornos, y en última instancia, estas variaciones se acumulan con el tiempo para formar nuevas especies.

## Antecedentes

### Desarrollo antes de la teoría de Darwin
En ediciones posteriores del libro, Darwin trazó las ideas evolutivas hasta Aristóteles; el texto que cita es un resumen de Aristóteles de las ideas del filósofo griego Empédocles; los padres de la Iglesia cristiana y los eruditos medievales europeos interpretaban el relato de la creación narrativa del Génesis alegóricamente en lugar de como un relato histórico literal; los organismos fueron descritos por su significado mitológico y heráldico, así como por su forma física. Estaba muy extendida la idea que la naturaleza es inestable y caprichosa, con nacimientos monstruosos de unión entre especies, y la generación espontánea de la vida.
La Reforma protestante inspiró una interpretación literal de la Biblia, donde los conceptos de la creación entraban en conflicto con las conclusiones de una nueva ciencia, que buscaba explicaciones congruentes con la filosofía mecánica de René Descartes y el empirismo del método de Francis Bacon. Tras la agitación de la guerra civil inglesa, la Royal Society quería mostrar que la ciencia no era una amenaza para la estabilidad política y religiosa. John Ray desarrolló una teología de la influencia natural de orden racional, en su taxonomía; las especies eran estáticas y fijas, su adaptación y su complejidad diseñada por Dios, y las variedades presentaban diferencias menores causadas por las condiciones locales. En el diseño benevolente de Dios, los carnívoros causaban una muerte misericorde, rápida, pero el sufrimiento causado por el parasitismo era un problema desconcertante. La clasificación biológica presentada por Carlos Linneo en 1735, también muestra especies fijas de acuerdo con el plan divino. En 1766, Georges-Louis Leclerc de Buffon sugirió que algunas especies similares, tales como caballos y asnos, o leones, tigres y leopardos, podrían ser variedades descendientes de un antepasado común. La cronología de Ussher, de la década de 1650, había calculado la creación en 4004 a. C., pero los geólogos de la década de 1780 suponían que el mundo era mucho más antiguo. Los seguidores de Werner pensaban que los estratos eran depósitos de la reducción de los mares, pero James Hutton propuso un ciclo de automantenimiento infinito, anticipando el uniformismo.
El abuelo de Charles Darwin, Erasmus Darwin, esbozó una hipótesis de la transmutación de las especies en la década de 1790 y Jean-Baptiste Lamarck publicó una teoría más desarrollada en 1809. Ambas suponían que la generación espontánea producía formas simples de vida que cada vez adquirían mayor complejidad, adaptándose al medio ambiente por cambios heredados de adultos causados por el uso o desuso. Este proceso se denominó más tarde lamarckismo. Lamarck pensaba que había una tendencia progresiva inherente que llevaba continuamente a los organismos hacia una mayor complejidad, en linajes paralelos pero separados, sin extinción. Étienne Geoffroy Saint-Hilaire sostuvo que el desarrollo embrionario recapitulaba transformaciones de los organismos en eras pasadas cuando el entorno actuó en los embriones, y que las estructuras de los animales fueron determinadas por un plan constante como demostraban las homologías. Georges Cuvier discutió con fuerza estas ideas, sosteniendo que especies fijas no relacionadas mostraban similitudes que reflejan un diseño para necesidades funcionales. Su trabajo paleontológico en la década de 1790 había establecido la realidad de la extinción, que se explica por catástrofes locales, seguido por repoblación por otras especies de las zonas no afectadas.
En Gran Bretaña, William Paley, en Natural Theology, vio la adaptación como una evidencia del «diseño» beneficioso del Creador, actuando a través de las leyes naturales. Todos los naturalistas en las universidades inglesas eran clérigos de la Iglesia de Inglaterra, y la ciencia se convirtió en una búsqueda de estas leyes. Los geólogos adaptaron el catastrofismo para mostrar la aniquilación repetida en todo el mundo y la creación de nuevas especies fijas adaptadas a un entorno cambiante, en un principio identificando la catástrofe más reciente como el diluvio universal. Algunos anatomistas tales como Robert Grant fueron influidos por Lamarck y Geoffroy, pero la mayoría de los naturalistas consideraban sus ideas sobre la transmutación como una amenaza para el orden divino social.

### Origen de la teoría de Darwin

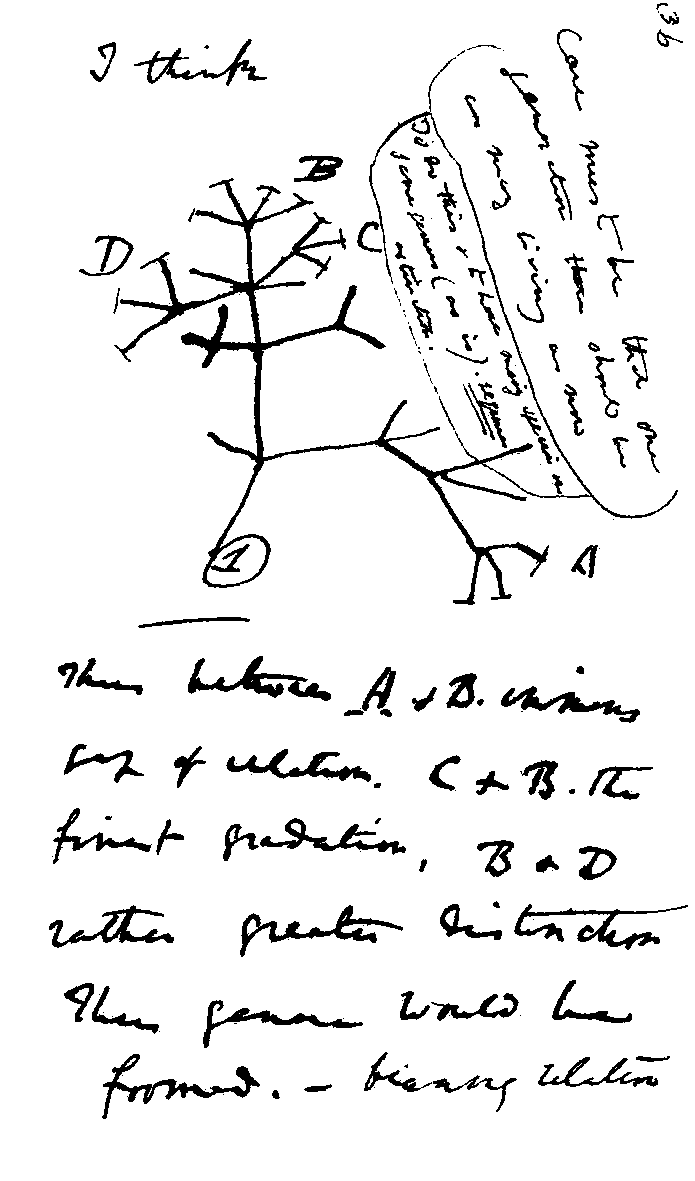
A mediados de julio de 1837, Darwin comenzó su cuaderno de notas «B» sobre la Transmutación de las especies, y en la página 36 escribió «I think» —pienso— sobre su primer árbol de la evolución.

Darwin fue a la Universidad de Edimburgo en 1825 para estudiar Medicina, pero la abandonó en su segundo año sin graduarse.  Sin embargo, mientras estuvo en Edimburgo, ingresó a un grupo estudiantil de Historia natural, la Sociedad Plineana. Pasó cuatro meses ayudando a Robert Grant a investigar invertebrados marinos. Este le reveló su entusiasmo por la transmutación de las especies, pero Darwin la rechazó. En 1827 su padre le inscribe en la Universidad de Cambridge para estudiar teología y convertirse en párroco de la iglesia.  Allí, Darwin aprendió sobre la teología natural del botánico John Stevens Henslow, y leyó a naturalistas como William Paley, John Herschel y Alexander von Humboldt. Lleno de entusiasmo por la ciencia, estudió geología catastrofista con Adam Sedgwick.
En diciembre de 1831 se unió a la expedición del Beagle como naturalista y geólogo. Leyó Principios de geología, de Charles Lyell, y, en la primera parada en tierra, en la isla de Santiago, encontró en el uniformismo de Lyell una clave para la historia geológica del paisaje. Darwin descubrió fósiles similares a armadillos gigantes, y tomó nota de la distribución geográfica de las especies modernas con la esperanza de encontrar su «centro de creación». Los tres misioneros fueguinos que la expedición debía devolver a Tierra del Fuego eran amables y civilizados, pero sus familiares en la isla a Darwin le parecieron «salvajes miserables y degradados», y ya no veía una brecha insalvable entre los seres humanos y los animales. A medida que el Beagle se acercaba a Inglaterra en 1836, señaló que las especies podrían no ser inalterables.
Richard Owen mostró que los fósiles de especies extintas que Darwin encontró en América del Sur tenían relación con las especies vivas en el mismo continente. En marzo de 1837, el ornitólogo John Gould anunció que el ñandú de Darwin era una especie diferente del ñandú descrito anteriormente —aunque sus territorios estaban superpuestos—, que los mímidos recogidos en las islas Galápagos representaban tres especies separadas, cada una única en una isla en particular, y que aves distintas de varias de esas islas se clasificaron como pinzones. Darwin comenzó a especular, en una serie de cuadernos, sobre la posibilidad de que «una especie cambia en otra» para explicar estos hallazgos, y alrededor de julio esbozó una genealogía de ramificación de un solo árbol evolutivo, los linajes independientes de descarte de Lamarck que progresan a formas superiores. En forma poco convencional, Darwin preguntó a criadores de palomas domésticas y animales, así como a científicos establecidos. En el zoológico tuvo su primera visión de un mono, y quedó profundamente impresionado por lo humano que parecía el orangután.
A finales de septiembre de 1838, empezó a leer el Ensayo sobre el principio de la población de Thomas Malthus, con su argumento estadístico de que las poblaciones humanas, si no son limitadas, crecerán más allá de sus medios y lucharán por sobrevivir. Darwin relacionó esto con la lucha por la existencia en la vida silvestre y con la «guerra de las especies» en las plantas del botánico Augustin Pyramus de Candolle. Inmediatamente imaginó «una fuerza como de cien mil cuñas» que empujan variaciones bien adaptadas a las «brechas en la economía de la naturaleza» por la que los supervivientes transmiten su forma y habilidades, y las variaciones desfavorables serían destruidas. En diciembre de 1838, había observado una semejanza entre el acto de selección de los rasgos de los criadores y una selección malthusiana natural entre variantes arrojadas por «casualidad», de modo que «cada parte de la estructura recién adquirida es totalmente práctica y perfeccionada».
Darwin tenía ahora el marco de su teoría de la selección natural «sobre la cual trabajar», pero estaba totalmente ocupado con su carrera como geólogo y esperó para escribir un esbozo de su teoría hasta que completó su libro La estructura y distribución de los arrecifes de coral, en mayo de 1842.

## Elaboración
Los hechos expuestos en El origen de las especies fueron reunidos por Darwin mismo a lo largo de su viaje en el HMS Beagle entre 1831-1836. Sin embargo, hasta la lectura del ensayo de Thomas Malthus sobre el principio de la población, Darwin no dio con un marco teórico que considerase adecuado para hilar la argumentación de su obra:

En octubre de 1838, esto es, quince meses después de comenzar mi estudio sistemático, sucedió que leí por diversión el ensayo sobre la población de Malthus, y comencé a estar bien preparado para apreciar la lucha por la existencia que se da en todas partes a partir de observaciones a largo plazo de los hábitos de animales y plantas, y de inmediato me impactó el hecho de que bajo tales circunstancias las variaciones favorables tenderían a ser preservadas, mientras que las desfavorables serían destruidas. El resultado de esto sería la formación de nuevas especies. Aquí, por tanto, por fin había una teoría con la que trabajar.

El libro se puso a la venta el 24 de noviembre de 1859, en la editorial John Murray de Londres, y agotó los 1250 ejemplares impresos en el primer día.

## Publicación

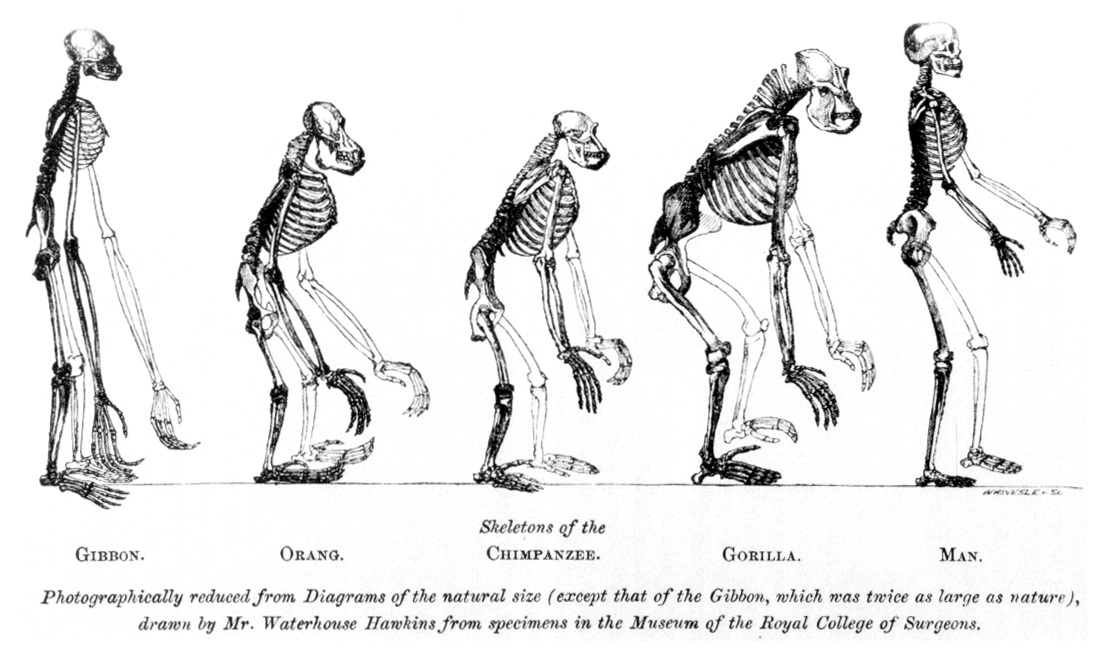
Evidence as to Man's Place in Nature de 1863, Thomas Huxley.

Como se pone de manifiesto en El origen del hombre, y la selección en relación al sexo (The Descent of Man, and Selection in Relation to Sex), Darwin había reflexionado ampliamente en las implicaciones de su teoría sobre el origen de la humanidad, si bien el tema de la evolución humana no había sido tratado en profundidad en El origen de las especies.
La publicación de sus ideas sobre la evolución fue adelantada a causa de la investigación independiente de una teoría similar realizada por Alfred Russel Wallace en 1858 —el libro de Darwin fue publicado en 1859—. Muchos consideran que Wallace merece tanto crédito como Darwin por su teoría de la selección natural, aunque la obra de Darwin presenta su teoría con una mayor cantidad de observaciones y una mejor argumentación.
Charles Darwin hizo así mismo muchas de sus investigaciones, llegando así a sus propias teorías, con métodos rudimentarios y puramente caseros. En el jardín de su casa observaba con instrumentos muy básicos la evolución de las plantas, y así de forma completamente empírica y poco sofisticada llegaba a sus conclusiones.
En relación con la publicación de El origen de las especies en español puede consultarse la sección Obra de Charles Darwin traducida al español del artículo bibliografía de Charles Darwin.

## Contenido

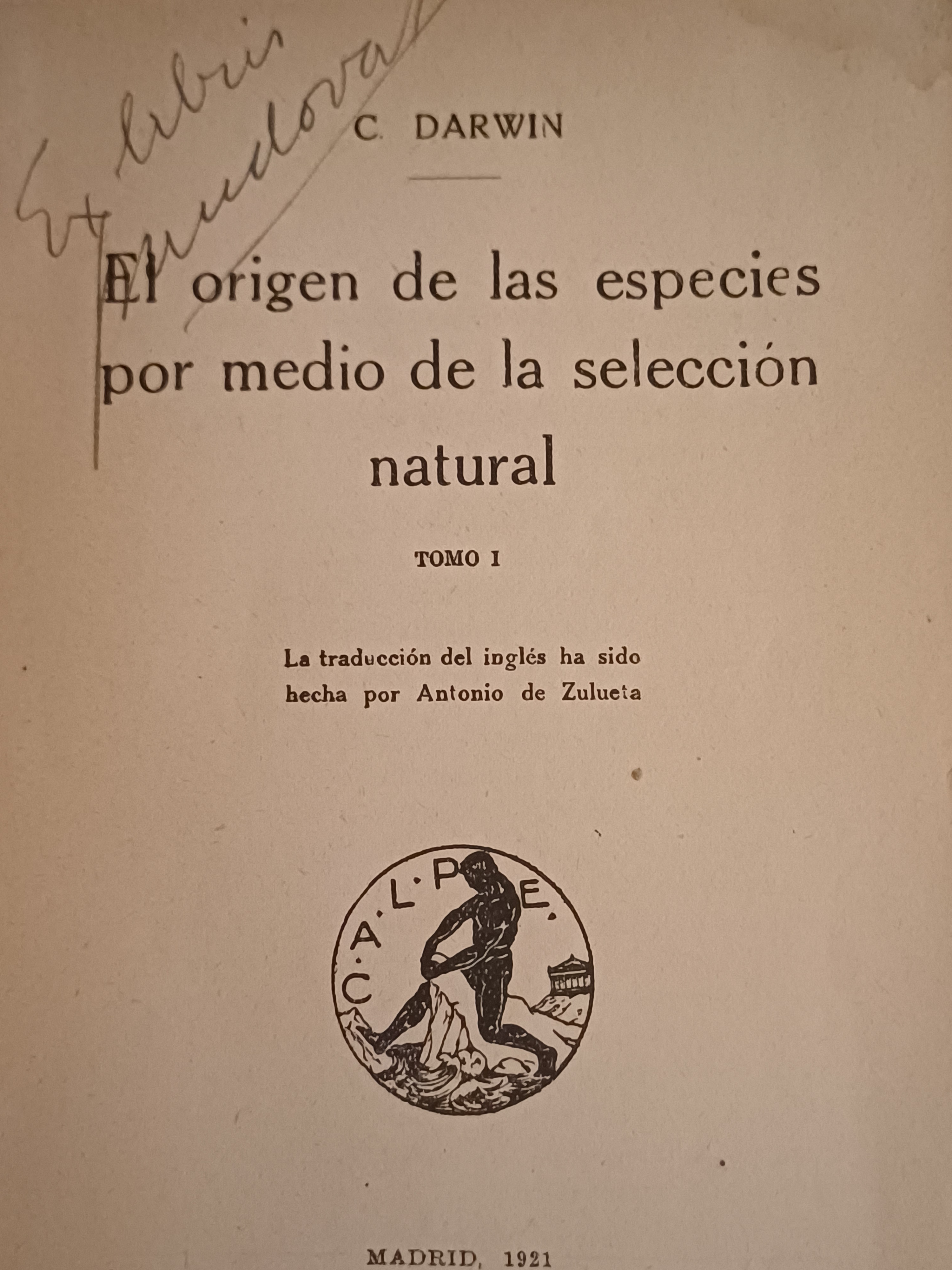
Edición de 1921 en español de El origen de las especies, traductor Antonio de Zulueta.

Ernst Mayr distingue cinco subteorías en el Origen: el hecho de la evolución, la postulación de un origen común para todos los organismos, la diversificación de las especies, el gradualismo y la selección natural. Michael Ruse distingue entre el hecho de la evolución, el patrón evolutivo (curso real del concreto proceso histórico ocurrido desde el origen de la vida hasta la actualidad) y la teoría de la evolución (explicación teórica del cambio).

### La comunidad de descendencia
Mediante la teoría del origen común, Darwin logró integrar armoniosamente evidencias procedentes de campos tan dispares como la biogeografía, la paleontología, la anatomía comparada o la embriología. La convergencia de todas estas evidencias demostraba la comunidad de descendencia de todos los organismos vivos y extintos. De este modo, Darwin ofrecía una demostración sistemática del transformismo, oponiéndose al fijismo (defendido en el marco tanto del uniformismo como del catastrofismo) y a la teoría de las creaciones sucesivas:

Al considerar el origen de las especies, es totalmente comprensible que un naturalista, reflexionando sobre las afinidades mutuas de los seres orgánicos, sobre sus relaciones embriológicas, su distribución geográfica, sucesión geológica y otros hechos semejantes, llegué a la conclusión de que las especies no han sido creadas independientemente, sino que han descendido, como variedades, de otras especies.
 Darwin, El origen de las especies, p. 56.

### El origen de las variaciones
Darwin admite un abanico muy amplio de causas de variabilidad:

... los efectos de la acción definida del cambio de las condiciones de vida; los de las llamadas variaciones espontáneas, que parecen depender de modo muy secundario de la naturaleza de las condiciones; los de la tendencia a reversión a caracteres perdidos desde hace mucho tiempo; los de las complejas leyes de crecimiento, como las de correlación, compensación, presión de una parte sobre otra, etc.
El Origen de las especies, p. 271.

- Las condiciones de vida: según Darwin, las condiciones de vida pueden ejercer una acción directa (cuando actúan sobre todo el organismo o sobre ciertas partes) o indirecta (sobre el aparato reproductor). En el primer caso, los efectos en la descendencia pueden ser determinados o indeterminados: son determinadas las modificaciones que afectan a la totalidad (o a la práctica totalidad) de los individuos de una misma especie, dada su exposición durante varias generaciones a ciertas condiciones ambientales; son indeterminadas las pequeñas particularidades que distinguen a los individuos de una misma especie como resultado de la exposición de cada organismo a las condiciones de vida y que no pueden explicarse por herencia.
- El uso y del desuso: en el Origen, Darwin admite también el efecto lamarckiano del uso y desuso de los órganos (pp. 200-201). El problema no es, por tanto, el de la incompatibilidad causal, sino el de discernir, en cada caso, las transformaciones debidas a la selección natural, al uso y al desuso o a su combinación (pp. 208-210).
- La variación correlativa: el término «variación correlativa» comprende, en realidad, tres tipos de variabilidad: la variación entre los cambios ocurridos en el embrión y su traducción en el animal adulto, la ley de la compensación y economía del crecimiento y la variación correlativa entre órganos. Algunas son admitidas completa o parcialmente; otras quedan integradas en la selección natural.

### La probabilidad de la aparición de variedades
La selección natural no crea las variaciones individuales, sino que las utiliza como material de construcción, como el hombre para crear variedades domésticas (p. 95). Lo único que puede hacer la selección natural es conservar y acumular variaciones útiles. “Si no aparecen éstas, la selección natural no puede hacer nada” (p. 132). Pero ¿cuáles son las circunstancias que influyen en la producción de variabilidad? Darwin ofrece varias causas al respecto: 
1. La variabilidad puede variar entre los individuos, y el índice de variabilidad es heredable (p.178).
2. La producción de variabilidad depende del número de individuos sobre los que actúa la selección: cuanto mayor sea, mayor probabilidad de que surjan variaciones favorables. De ahí que las especies que pertenecen a géneros mayores sean las que con más frecuencia presentan variedades. Puesto que la selección natural obra mediante formas que tienen alguna ventaja sobre otras en la lucha por la existencia, actuará principalmente sobre aquellas que tienen ya una ventaja, y la magnitud de un grupo muestra que sus especies han heredado de un antepasado común alguna ventaja en común. Por consiguiente, la lucha por la producción de descendientes nuevos y modificados será principalmente entre los grupos mayores, que están todos esforzándose por aumentar en número. Un grupo grande vencerá lentamente a otro grupo grande, lo reducirá en número y hará disminuir así sus posibilidades de ulterior variación y perfeccionamiento. Dentro del mismo grupo grande, los subgrupos más recientes y más perfeccionados, por haberse separado y apoderado de muchos puestos nuevos en la economía de la naturaleza, tenderán constantemente a suplantar y destruir a los subgrupos más primitivos y menos perfeccionados. Los grupos y subgrupos pequeños y fragmentarios desaparecerán finalmente. (p. 186) La subordinación de unos grupos a otros queda explicada por la tesis de que las especies con mayor variabilidad son las de mayor distribución. Así, los grupos grandes tienden a continuar aumentando. Y como los descendientes que varían de cada especie procuran ocupar el mayor y más diferente número de puestos posibles, tienden constantemente a divergir en sus caracteres. Por último, las formas que aumentan en número y divergen en caracteres tienen una tendencia a suplantar y exterminar a las formas precedentes menos divergentes y perfeccionadas.
3. De este modo se explican dos hechos siempre presentes en las clasificaciones: 1) “ todos los organismos vivientes y extintos están comprendidos en un corto número de grandes órdenes y en un número menor de clases.” (p. 572) y 2) “los descendientes modificados procedentes de un progenitor, quedan separados en grupos subordinados a otros grupos” (p. 553).
4. El tiempo es también un factor determinante: a mayor tiempo, mayor probabilidad de que aparezcan variedades.
5. Según Darwin, los cambios en las condiciones de vida producen una tendencia a aumentar la variabilidad (p.139).
6. La existencia de “nichos vacíos” que puedan ser explotados sin competencia.

### La selección natural
A esta conservación de las diferencias y variaciones individualmente favorables y la destrucción de las que son perjudiciales la he llamado yo selección natural o supervivencia de los más adecuados.
p. 137

En el Origen, Darwin utilizó la selección artificial como una analogía fundamental para la comprensión del mecanismo de la selección natural. La analogía de las técnicas agrícolas y ganaderas había sido ya utilizada por Lamarck como evidencia de la eficacia de su ley de uso y desuso de los órganos (Lamarck, PhZ, p. 226). También Darwin, instigado por John Herschel, encuentra en la analogía un gran aliado metodológico. Tanto la selección artificial como la selección natural tienen como resultado la transformación de las especies gracias a la acumulación progresiva de variaciones. La gran diferencia estriba en la dirección del cambio: dirigida hacia la utilidad del hombre, en un caso, ciega en el otro (p. 81). Sin embargo, en muchos casos la selección artificial se remonta a épocas tan remotas, que su efecto resulta inconsciente para los hombres (p. 88).
La supervivencia del más fuerte «incluye no solo la vida del individuo, sino también el éxito al dejar descendencia» (p. 118).
La influencia de la teoría de Malthus en la formulación de la teoría de la selección natural se reconoce explícitamente en El Origen: 

De la rápida progresión en que tienden a aumentar todos los seres orgánicos resulta inevitablemente una lucha por la existencia [...], pues de otro modo, según el principio de la progresión geométrica, su número sería pronto tan extraordinariamente grande que ningún país podría mantener el producto. De ahí que, como se producen más individuos que los que puede sobrevivir, tiene que haber en cada caso una lucha por la existencia, ya de un individuo con otro de su misma especie o con individuos de especies distintas, ya con las condiciones físicas de vida. Esta es la doctrina de Malthus, aplicada con doble motivo al conjunto de los reinos animal y vegetal, pues en este caso no puede haber ningún aumento de alimentos ni ninguna limitación prudente por el matrimonio.
pp. 119-120

La teoría de la selección natural logra explicar multitud de hechos biogeográficos: 

Las relaciones que se acaban de discutir —a saber: que los organismos inferiores tienen mayor extensión geográfica que los superiores; que algunas de las especies de los géneros de gran extensión se extienden también ellas mucho; hechos tales como el de que las producciones alpinas, lacustres y palustres estén generalmente relacionadas con las que viven en las tierras bajas y tierras secas circundantes; el notable parentesco entre los habitantes de las islas y los de la tierra firme más próxima; el parentesco aún más estrecho de los distintos habitantes de las islas de un solo archipiélago— son inexplicables dentro de la opinión ordinaria de la creación independiente de cada especie; pero son explicables si admitimos la colonización desde el origen más próximo y fácil, unida a la adaptación subsiguiente de los colonos a su nueva patria.
p.547

### Gradualismo
La selección natural obra solamente mediante la conservación y acumulación de pequeñas modificaciones heredadas, provechosas todas al ser conservado; y así como la geología moderna casi ha desterrado opiniones tales como la excavación de un gran valle por una sola honda diluvial, de igual modo la selección natural desterrará la creencia de la creación continua de nuevos seres orgánicos o de cualquier modificación grande y súbita en estructura.
p.155

Nada vemos de estos cambios lentos y progresivos hasta que la mano del tiempo ha marcado el transcurso de las edades; y entonces, tan imperfecta es nuestra visión de las remotas edades geológicas, que vemos sólo que las formas orgánicas son ahora diferentes de lo que fueron en otro tiempo.
p.141

La ausencia o rareza de variedades de transición en el registro fósil fue una de las objeciones más repetidas a la teoría darwiniana. En el capítulo "Dificultades de la teoría", Darwin alegó distintas razones para explicar la ausencia de variedades intermedias: 
1. La transformación de partes aisladas en territorios actualmente continuos.
2. Las variedades más numerosas tendrían mayor ventaja evolutiva y harían desaparecer a las minoritarias.
3. La lucha entre las especies de un mismo género es más encarnizada (p. 182).
4. Enfrentándose a Lyell, quien oponía la fragmentariedad del registro fósil al gradualismo filogenético, Darwin lo califica de incompleto. El capítulo «De la imperfección de los registros geológicos» está destinado a refutar los «hechos» que desde la paleontología se le objetaron al gradualismo de la teoría evolutiva.

### Divergencia de caracteres
Según el principio de la divergencia, los grupos con más géneros resultaban ser los que presentaban más especies y más subespecies. Darwin lo explica a partir de la selección natural: los grupos biológicos obtienen ventajas al diferenciarse lo más posible, en forma similar a como las obtienen los miembros de un mismo grupo al diferir entre sí (Origen, p. 172). Darwin comparaba el principio de la divergencia con la «división fisiológica del trabajo» de Henri Milne-Edwards, que sostenía que mientras más especializadas son las distintas partes del organismo más eficaz es el organismo en su conjunto. (Origen, p. 242).